# Osmolin (Janów)
Osmolin – część wsi Janów w Polsce, położona w województwie łódzkim, w powiecie zgierskim, w gminie Zgierz.
W latach 1975–1998 Osmolin należał administracyjnie do ówczesnego województwa łódzkiego.